# Joanne King (triatleta)
Joanne King (Geelong, 12 de marzo de 1976) es una deportista australiana que compitió en triatlón.
Ganó una medalla de oro en el Campeonato Mundial de Triatlón de 1998 y una medalla de plata en el Campeonato de Oceanía de Triatlón de 1999. Además, obtuvo una medalla de plata en el Campeonato Mundial de Triatlón de Larga Distancia de 1999.

## Palmarés internacional
| Campeonato Mundial    | Campeonato Mundial     | Campeonato Mundial | Campeonato Mundial |
| Año                   | Lugar                  | Medalla            | Prueba             |
| --------------------- | ---------------------- | ------------------ | ------------------ |
| 1998                  | Lausana (Suiza)        | Medalla de oro     | Individual         |
| Campeonato de Oceanía |                        |                    |                    |
| Año                   | Lugar                  | Medalla            | Prueba             |
| 1999                  | Mooloolaba (Australia) | Medalla de plata   | Individual         |

| Campeonato Mundial | Campeonato Mundial | Campeonato Mundial | Campeonato Mundial |
| Año                | Lugar              | Medalla            | Prueba             |
| ------------------ | ------------------ | ------------------ | ------------------ |
| 1999               | Säter (Suecia)     | Medalla de plata   | Individual         |